# 新伊丽莎白蒂夫卡 (贝雷济夫卡区)
47°9′9″N 30°24′6″E / 47.15250°N 30.40167°E
新伊丽莎白蒂夫卡（烏克蘭語：Новоєлизаветівка）是位於烏克蘭西南部的村莊，由敖德萨州贝雷济夫卡区的茲納姆揚卡市鎮負責管轄。該村始建於1793年，面積1.08平方公里，海拔高度35米，2001年人口372，人口密度每平方公里344.44人。